# Варма
Варма — река в России, протекает главным образом в Ельниковском районе Республики Мордовия (в среднем течении образует на небольшом участке границу с Краснослободским районом). Правый приток Мокши.
Длина реки составляет 43 км, площадь водосборного бассейна — 247 км². Исток реки у деревни Красная Варма близ границы с Нижегородской областью, на водоразделе Оки и Суры. Варма течёт на запад, впадает в Мокшу в 310 км от её устья, у села Каменный Брод.
На реке расположены деревни Красная Варма, Покатовка, Ветляй, Каменно-Бродские Выселки, Михайловка, Красная Горка, Новопичингушанские Выселки, Новодевичье, Петровка, Александровка и село Ельники.
Притоки: Малая Варма (впадает справа в 7,5 км от устья)

## Данные водного реестра
По данным государственного водного реестра России относится к Окскому бассейновому округу, водохозяйственный участок реки — Мокша от истока до водомерного поста города Темников, речной подбассейн реки — Мокша. Речной бассейн реки — Ока.
Код объекта в государственном водном реестре — 09010200112110000027803.